# Petit Véhicule Protégé
Der Auverland A4 oder Petit Véhicule Protégé (PVP, auf Deutsch.: kleines geschütztes Fahrzeug) ist ein allradgetriebenes (4×4) leicht gepanzertes französisches Militärfahrzeug.
Das Fahrzeug wurde gemeinsam von Auverland und Daimler-Chrysler entwickelt und sollte bis 2016 den ungeschützten Peugeot P4 in der französischen Armee ablösen. Hauptgrund war die Forderung der französischen Armee nach einem Fahrzeug, das die Insassen effektiv gegen Minen- und Splitterwirkung sowie gegen den Beschuss aus leichten Infanteriewaffen schützt. So sind insbesondere der Motorraum und die Fahrgastzelle mit zusätzlichen Aluminium- und Stahlplatten verstärkt, deren Dicke von 6 mm bis zu 10 mm reichen kann.
Der Auverland A4 AVL kann mit diversen Waffen, wie Panzerabwehrraketen, Luftabwehrraketen oder Maschinenwaffen bestückt werden, die auf dem Dach angebracht werden. Dies ermöglicht ein umfangreiches Einsatzprofil. Trotz der relativ geringen Abmessungen kann der Auverland A4 AVL bis zu sieben Personen aufnehmen. Normalerweise ist der Transport von drei Mann vorgesehen.
Am 16. September 2004 entschied sich die Direction générale de l’armement für die Beschaffung des Auverland A4 für das Petit-Véhicule-Protégé-Programm. 314 Fahrzeuge wurden noch im gleichen Jahr bestellt und im Jahr 2007 an die Armee ausgeliefert. Der Auftrag hatte ein finanzielles Volumen von 40 Millionen Euro. Insgesamt sind 1183 PVPs bestellt.
Unter dem Namen Gavial wurde das Fahrzeug der Bundeswehr angeboten. Die Rheinmetall Landsysteme GmbH erhielt die Rechte an dem Fahrzeug für den deutschen Markt. Rheinmetall war damit beauftragt, das Fahrzeug an die Bedürfnisse der Bundeswehr anzupassen. Das Fahrzeug wurde im Rahmen eines Wettbewerbs des Projekts Geschützte Führungs- und Funktionsfahrzeuge Klasse 1 vom Bundesamt für Wehrtechnik und Beschaffung im Jahr 2008 als unzureichend und zu Gunsten des LAPV Enok abgelehnt.